# André Stil
André Stil est un écrivain et journaliste français né le 1er avril 1921 à Hergnies, dans le Nord, et mort le 3 septembre 2004 à Camélas (Pyrénées-Orientales). 
[Journaliste Communiste, il a été le rédacteur en chef du quotidien Ce soir en 1949, puis de L'Humanité, de 1950 à 1958, et à ce titre emprisonné pendant un mois et demi en 1952 puis pendant six mois en 1953.
Romancier prolixe, il est le seul Français à avoir reçu, en 1952, le prix Staline, considéré comme le "Nobel des pays communistes". 
Il a été par la suite juré du prix Goncourt pendant plus d'un quart de siècle, de 1977 à sa mort.

## Biographie

### Jeunesse et débuts
Issu d'un milieu ouvrier, fils d'un tailleur et d'une mère au foyer, il grandit à Hergnies, petite ville du bassin minier du Nord proche de la frontière belge, dans un foyer qu'il décrit comme heureux malgré le manque d'argent. Montrant tôt des capacités pour l'étude et un goût pour l'écriture, il est inscrit au lycée Henri-Wallon de Valenciennes, où il fait partie des élèves les plus pauvres. Il est moqué pour cette raison, ce qui lui endurcit le caractère. « Ma vie ici, elle m'a marqué pour toujours, y compris physiquement », dira-t-il à la télévision en 1979.

#### Instituteur en 1940
Il obtient le baccalauréat, devient instituteur en 1940 et se marie. Puis il est enseignant dans le secondaire au Quesnoy à partir de 1942. Il se consacre de plus en plus à l'écriture, publiant de la poésie surréaliste dans La Main à la plume.

#### Premier texte de prose en 1945
À l'automne 1945, il écrit son premier texte de prose : « Le soleil, l’air, l’eau, les rêves et les dimanches entrent dans la bataille du charbon », consacré à la « bataille du charbon », pour saluer le discours de Waziers du 21 juillet 1945 dans lequel Maurice Thorez, numéro un du PCF, demande aux mineurs de travailler plus, suscitant l'incompréhension de résistants qui ne comprennent pas que Thorez prône la journée de dix heures ou voudraient que soient d'abord écartés les ingénieurs des mines ayant collaboré pendant la guerre.
André Stil envoie ce texte à Louis Aragon, qui le fait publier dans la revue Europe de février 1946. André Stil, qui est responsable pour le Nord de l'Union nationale des intellectuels née de la fédération en 1945 des différentes organisations catégorielles d’intellectuels (écrivains, médecins, musiciens, etc.), a aussi invité Aragon à visiter sa région et l'écrivain accepte immédiatement, les 18 et 19 mars 1946 pour descendra au puits de mine no 7 de Dourges-Dahomey, où avait commencé la prestigieuse grève des mineurs de mai-juin 1941 contre l'occupant allemand, avec en projet le roman qu'il commencera à publier en 1949, Les communistes.
« Les récits tiennent à la fois du reportage au plus noble sens du mot et du roman » applaudit dans la revue Europe le 27 avril 1949 un autre protégé d'Aragon, le journaliste Pierre Daix, tandis que le livre suivant montrera « sa disposition à enregistrer tout ce qui se passe sur l'écran psychologique d'un personnage », selon la critique du linguiste Jean Varloot, dans La Pensée du 31 juillet—août 1950.
Le premier livre d'André Stil, intitulé Le Mot « mineur », camarades..., est en fait un recueil de ses nouvelles rédigées durant la bataille du charbon. Il est publié en 1949 grâce à Aragon qui est fasciné par cette corporation. Aragon l'a encouragé à écrire, a fait publier ses textes dans des périodiques communistes (Europe, Les Étoiles, les Lettres françaises) et l'a édité : « Et un moment est venu où il m’a conseillé de faire de tout cela un livre, qu’il a édité, et défendu comme il sait le faire », témoigne-t-il ultérieurement. Il devient l'ami et le protégé d’Aragon.

### Le patron de presse communiste
Communiste, il rejoint la Résistance, au sein des groupes Voix du Nord et Front national, puis participe aux combats de la Libération du Quesnoy. Il adhère au Parti communiste français en septembre 1944.
Cette expérience de la guerre le convainc d'abandonner la poésie pour devenir un écrivain réaliste proche du peuple, dans la droite ligne du réalisme socialiste. Fin 1944, il part étudier à Lille, obtenant une licence de lettres et un DES de philosophie. Il devient rédacteur en chef de Notre Nord, supplément dominical du quotidien communiste Liberté.

#### Rédacteur en chef adjoint du quotidienCe soir
Aragon le nomme le 27 mai 1949 rédacteur en chef adjoint du quotidien parisien qu'il dirige, Ce Soir, Stil s'étant aussi lié à Laurent Casanova, le responsable aux intellectuels du PCF, proche d'Aragon, avec qui ce dernier défend son idée d’une voie française « vers le réalisme socialiste ». Il était alors membre permanent du comité fédéral du département du Nord, secrétaire de la section communiste du Quesnoy et candidat au conseil général dans le canton du Quesnoy en 1949. Il se distingue cette année-là lors de la célébration des 70 ans de Staline, en écrivant une nouvelle, Le cadeau à Staline qu'il décrit comme « l'homme que nous aimons le plus ».

#### Rédacteur en chef du quotidienL'Humanité
Lors du XIIe congrès du Parti communiste français qui s'achève le 6 avril 1950, il est « élu » membre suppléant du comité central du Parti communiste, à l'instar d'Aragon et à l'instigation de Maurice Thorez,. Egalement sur le conseil de Louis Aragon, Thorez le fait aussi nommer à l'initiative de Thorez rédacteur en chef, à seulement 29 ans, du premier quotidien communiste, L'Humanité. En pleine guerre froide, au temps du stalinisme triomphant dans le monde communiste, le quotidien emploie 60 journalistes contre 50 en 1945.
Lorsqu'éclate la guerre de Corée en juin 1950, André Stil affirme dans L'Humanité que « l’armée de la République populaire riposte victorieusement à l’agression des troupes de Corée du Sud » alors que ce pays allié des États-Unis subit une offensive de son voisin communiste la Corée du Nord,.

#### Les grèves des dockers et le prix Staline
En avril 1950 aussi, sa nouvelle consacrée à la grève des dockers de Dunkerque, La Fleur d'acier, qui désigne l'ailette d'une bombe, est publiée dans le recueil La Seine a pris la Mer. Il a découvert les dockers de Dunkerque en militant et en voyant pour la première fois la Mer et raconte leur combat contre la Guerre d'Indochine lors de la Grève des dockers de 1949-1950 en France. La nouvelle est louée par Aragon pour « son espèce de perfection ». Thorez en recommande la publication dans L'Humanité-Dimanche, et elle est à nouveau saluée un an après par Auguste Lecœur.
Ce succès l'incite à lancer une grande trilogie, Le Premier choc, sur les luttes des dockers refusant de décharger des armes américaines pour protester contre les guerres coloniales, la Grève des dockers de 1949-1950 en France. Son premier tome, Au Chateau d'eau est écrit en 80 heures, 40 séances d'écriture de deux heures, du 13 mars au 22 avril 1950, et on lui « arrache des mains » pour le publier, comme il le révélera en 1979, avec un achevé d'imprimer du 26 mai. Le roman exalte l'action des militants communistes en lutte contre la présence américaine en France, dans le port de La Rochelle. Il est suivi du Tome 2, publié le 10 mars de l'année suivante, tandis que le Tome 3, Paris avec nous sort le 4 décembre 1953, un an après le retour en France de Maurice Thorez.
Sur l'injonction de Staline, le Tome 1 reçoit le Prix Staline de littérature, doté de 100 000 roubles, le 13 mars 1952, trois jours après la publication du suivant. La nouvelle est annoncée à la Une de  L'Humanité par un article élogieux d'Auguste Lecœur,. La presse communiste le met à l'honneur, et pendant deux mois il est couvert de cadeaux les plus divers lors d'une tournée organisée à travers la France quelques semaines avant son arrestation.

Comme il est alors le tenant d'une version orthodoxe du rôle de l'écrivain communiste, exposée dans l'essai Vers le réalisme socialiste en 1953, la réception de ses ouvrages conçus dans la plus pure tradition du roman jdanovien est tranchée : enthousiaste chez les membres ou proches du Parti, critique ailleurs. Il est abondamment traduit en Union soviétique et dans les pays de l'Est, entre 1950 et 1953 (année de la mort de Staline) surtout. Il lui sera régulièrement reproché d'avoir accepté cette distinction de Moscou. D'autant qu'il déclare alors : 

« Il ne peut être de plus (grand honneur) (...), pour un écrivain communiste, que de recevoir le prix qui porte le nom de l'homme que nous aimons le plus, le guide sûr de toute l'humanité progressiste, envers qui Maurice Thorez nous a appris à faire preuve en toutes circonstances d'une confiance sans bornes, d'une fidélité d'acier, Staline,. »

Il racontera cet épisode en 1979 : « Après les huit colonnes de L'Humanité, et les félicitations reçues de partout, m'est organisée une affolante campagne de réunions, où je suis, dans les plus grandes villes de France, tous les jours pendant deux mois, couvert de cadeaux. (...) On le sait maintenant, où le nom de Staline ne peut plus s'entendre comme alors, et ce prix que je n'ai pas brigué m'a fait, en vingt-cinq ans, trop de mal après trop de bien. Aucune raison d'en avoir honte ». Il se plaint alors que son livre n'ait pas été réédité en France par la suite par sa maison d'édition pourtant communiste alors qu'il aurait été « celui qui a marché le plus fort ».

#### Rapprochement avec Lecoeur en 1951
Son rapprochement avec le leader communiste Auguste Lecoeur date 1951 et ce dernier aurait milité pour que le premier tome de sa trilogie, publiée en 1951, obtiennent le Prix Staline. Il multiplie les articles sur l'exposition Au Pays des mines, commandée au peintre André Fougeron par Auguste Lecoeur. Dans « Le camarade Marcenac compte les coups », un article dans L'Humanité du 19 janvier 1951, il dénonce un article de ce dernier, pilier du « clan Aragon », dans Les Lettres françaises et un autre la veille de Pierre Daix, son successeur à la tête de Ce soir, qui l'a écrit à la place du critique Georges Besson. Selon Stil, cet article ne parle que des paysages et « ne dit rien sur les tableaux qui sont insupportables aux ennemis des mineurs et du nouveau réalisme ». L'épisode permet au chroniqueur littéraire et humoriste  Georges Ravon, chef des informations au Figaro depuis 1945, d'ironiser trois jours après, dans un billet titré « Les pauvres gens », sur la difficulté d'être critique littéraire dans la presse communiste.

#### Enprisonnements en 1952 et 1953
Lorsque François Billoux revient le 11 avril 1952 de sa visite à Maurice Thorez en URSS, André Stil applique les consignes de durcissement de l'agitation antiaméricaine, dans le contexte de la guerre de Corée et de la guerre d'Indochine. L'Humanité est saisi dans la nuit du 26 au 27 mai 1952 la veille de la Manifestation contre la venue à Paris du général américain Ridgway, puis tous les jours pendant dix jours de suite. Ses convictions le mènent deux fois en prison en 1952, puis en 1953, durant environ six mois, dont une fois pendant sept semaines, pour avoir appelé à manifester contre la venue à Paris du général Ridgway. 
Louis Aragon, qui l'avait courtisé, prend sa défense dans l'article "Les Egmont d’aujourd’hui s’appellent André Stil" dans le numéro  des Lettres françaisesdaté du 20 mai au 6 juin mais disponible dès le 28 mai.
Le Parti communiste mobilise ses militants et sa presse en 1952, en France et dans les « démocraties populaires » du bloc de l'Est, pour réclamer sa liberté et celle d'autres communistes arrêtés comme Jacques Duclos. Les Lettres françaises d'Aragon mènent la campagne auprès des intellectuels, au nom de la liberté. Stil note ultérieurement, en 1979 : « Il y a eu aussitôt une masse d'actions de solidarité nationale et internationale. Une campagne extraordinaire. On voit encore mon nom sur certains murs. Où il était plus difficile à effacer que, curieusement, dans le précis d'histoire du parti, publié depuis ».
Emprisonné, André Stil parvient à rédiger un éditorial quotidien dans le journal qu'il dirige. Dans Le Figaro, l'écrivain François Mauriac le raille:

« M. Stil sait donc fort bien ce qu'il fait en étant si mauvais joueur et en menant si grand bruit parce que le gouvernement contre lequel il conspire le tient sous les verrous. Il n'en doute pas : la plupart des gens de gauche se montreront très peu sensibles au ridicule de ce stalinien qui raffine sur la légalité républicaine, de ce révolutionnaire qui jure ses grands dieux qu'il est le citoyen le plus paisible, le plus inoffensif »

De sa prison, André Stil lui reproche le début de son article, où Mauriac « charge le plus possible les communistes emprisonnés », effectuant selon lui:

« avec sa plume ce que faisaient les belles dames de Versailles quand elles crevaient de la pointe de leurs ombrelles les yeux des communards assassinés », en concluant « cracher sur des enchaînés ! Quel polémiste, n'est-ce pas, que le vautour ! »

Fin 1952, le comité central du PCF lui demande de tancer les dirigeants de la fédération communiste de la Somme,.
Un an après, André Stil est de nouveau emprisonné, en mars 1953, au motif que le portrait qu’il donne des CRS dans son roman "Le Premier Choc", est jugé injurieux. Louis Aragon réunit tous ses articles des Lettres françaises et de L’Humanité pour sa défense en une seule brochure, "Le Neveu de Monsieur Duval suivi d’une lettre d’icelui à l’auteur du livre", publiée dans les Lettres françaises du 4 au 11 juin 1953 , une allusion au dialogue écrit par Denis Diderot entre 1761 et 1773, Le Neveu de Rameau , « satire » ou pot-pourri littéraire, qui oppose à un Lui — condensé d'impuissance créatrice, d'abjection et d'opportunisme — un Moi qui garde « foi en sa morale de l'utilité publique et du respect de soi-même. ». La brochure, publiée comme un roman avec une gravure d'Honoré Daumier en couverture fait allusion à l’exécution des époux Rosenberg aux États-Unis à l'été 1953. Il y ironise sur la manière dont la "presse bourgeoise" traite le romancier communiste, en qualifiant cette manière de déni: "dans votre système, de même queLe Premier Cho n’est pas un roman, André Stil pas un écrivain, L’Humanité pas un journal, le Parti communiste pas un parti, le Prix Staline n’est pas un prix". Symbolisant cette presse, les deux neveux sont dits « assermentés », et mis en scène comme des quasi-policiers, le narrateur évoquant « la Maison poulaga » et montrant le le Neveu qui va lire les épreuves du livre chez l’imprimeur, en en tant que policier. Le Monde voit dans cet ouvrage la filiation des publicistes du XIXe siècle, "qui avaient la plume cruelle".

#### Echec électoral en 1954
En 1954, à l'instigation de la direction du parti, il se porte candidat à une élection législative partielle dans la première circonscription de Seine-et-Oise, mais, s'il arrive très largement en tête au premier tour, il est battu au second par Germaine Peyroles, candidate du Mouvement républicain populaire (MRP) et ancienne députée de ce département. Elle a bénéficié du maintien du candidat socialiste et de l'appui de la plupart des forces politiques anticommunistes, qui ont appelé à voter pour elle pour battre Stil,,,,.

#### L'insurrection hongroise de 1956
En novembre 1956, il est l'envoyé spécial de son journal en Hongrie après l'insurrection de Budapest, durant son écrasement par les Soviétiques. D'aucuns lui reprochent, à l'époque ou par la suite, ses prises de position favorables à l'URSS, et notamment un article où il écrit :« Budapest recommence à sourire à travers ses blessures ». D'autant qu'il se défausse de la responsabilité du titre (« Le sourire de Budapest ») sur les journalistes restés à Paris,,. Il écrit en décembre : 

« On a beau savoir de quoi ils sont capables, la lecture des journaux anticommunistes de Paris, pour qui revient de Hongrie et y a vu la vérité, est tout de même quelque chose de stupéfiant : comment peut-on mentir à ce point ? [...] La vérité est exactement le contraire. Ces faits traduisent le renforcement considérable, en l'espace de quelques semaines, du gouvernement ouvrier et paysan, l'amélioration de sa liaison avec les masses populaires et l'isolement chaque jour plus grand des meneurs contre-révolutionnaires,. »

#### Guerre d'Algérie
Il est inculpé en 1956 d'atteinte à la sûreté de l'État en tant que rédacteur en chef pour avoir publié dans L'Humanité un article du Parti communiste algérien, dans le contexte de la guerre d'Algérie.
En 1960, son roman Le Foudroyage, qui raconte la vie de deux frères, l'un mineur de fond, l'autre mobilisé en Algérie, est saisi dès sa parution sur ordre du ministère de l'intérieur. Devant les protestations d'intellectuels et la menace d'une action en Justice, le gouvernement autorise le livre. Aucune inculpation n'ayant suivi la saisie, son livre est remis en vente trois mois plus tard.

#### Retrait progressif et fidélité au communisme
Il conserve sa fonction de rédacteur en chef de L'Humanité jusqu'en 1958. Il n'écrit plus l'éditorial chaque jour après 1952. Il se serait plus intéressé à l'animation de la rédaction et des collaborations extérieures, qui publient des enquêtes. La direction du PCF lui permet à partir de 1954 de prendre deux mois de vacances pour écrire ses livres. Il s'intéresse en effet de plus en plus à l'écriture de ses livres, s'absente beaucoup des bureaux parisiens du journal et tombe malade. Les causes de son retrait restent discutées. Son successeur, René Andrieu, qui faisait jusqu'alors fonction de rédacteur en chef, n'est désigné publiquement pour le remplacer qu'en août 1959.
André Stil tient ensuite dans L'Humanité une chronique littéraire les quinze années suivantes. Il écrit aussi dans d'autres périodiques communistes, comme Les Lettres françaises ou La Nouvelle critique. Il reste membre du Comité central du PCF jusqu'en 1970. Il est aussi membre du Mouvement de la paix, lié à ce parti.

Il affirme en 1979 à propos de la déstalinisation : 

« Jusque là le parti nous apparaissait à tel point ce qu'il y a de meilleur que nous étions tentés de l'affirmer parfait, comme si cela pouvait l'aider à le devenir. Là, tout d'un coup, c'est la révélation de monstruosités ignorées, en tout cas au niveau qui était le mien. Ceux qui étaient allés en URSS du temps de Staline pouvaient savoir certaines choses. Des gens comme moi, de ma génération et dans mes conditions, ne pouvaient rien savoir. Mais cette absence d'information ne supprime pas le problème. »

Lui ne serait allé avant 1953, année de la mort de Staline, qu'en Hongrie, en 1951 et en 1952. La première fois qu'il est allé en URSS aurait été en 1955, pour passer des vacances.
Toute sa vie il reste fidèle au PCF, signant en 1993 un essai où il justifie ses convictions et défend un parti sur le déclin, Du non au oui, le pari communiste. Il fait état cette année-là d'une « censure » : depuis 1985, après son passage chez Gallimard et Julliard, il vivrait à nouveau un « barrage du monde littéraire envers (ses) écrits, qui (est) un barrage anticommuniste ». Il explique alors que la « vraie raison de mon départ du Comité central (...) a eu lieu parce que j'étais devenu plus gênant qu'utile, à force de poser, avec insistance, la question d'un véritable travail des écrivains communistes parmi tous les autres ». Il affirme avoir ressenti lors de ce départ « et un sentiment d'injustice et un sentiment de libération ».

## Haute autorité de l'audiovisuel
En août 1982, lors de la création de la première Haute autorité de l'audiovisuel, instituée par la loi du 29 juillet 1982,, son nom est proposé à François Mitterrand, pour faire partie des trois personnalités désignées par le président de la République.

### Auteur prolifique
À partir du moment où il monte à Paris, André Stil écrit en moyenne un livre par an. Il conserve ce rythme jusqu'à ce que ses forces l'abandonnent. Il est édité par une maison d'édition communiste, les Éditeurs français réunis, jusqu'en 1966. Puis par des éditeurs grand public comme Gallimard, Julliard et Grasset (et les maisons d'édition du même groupe comme Hachette et Stock). La plupart de ses ouvrages sont courts, dont beaucoup de recueils de nouvelles, un genre qui lui est cher.
Estimant qu'il doit trouver une esthétique littéraire qui lui permettrait d'être aussi lu par des non-communistes, il décide dès la fin des années 1950 de séparer son œuvre romanesque de ses activités politiques et journalistiques. Beaucoup de ses romans et nouvelles, habités par un grand optimisme, dépeignent la possibilité d'un bonheur privé et d'un engagement politique pour la classe ouvrière de son temps, malgré des conditions de vie rudes.
André Stil est aussi l'auteur de six drames pour la télévision (1973-1980), de récits pour la jeunesse, d'essais philosophiques sur le bonheur et de quelques ouvrages historiques, notamment Quand Robespierre et Danton inventaient la France, mal accueilli par la critique et qui se vend mal, qui sera suivi d'un roman sur la vie privée de Robespierre.
Après être parti dans les années 1960 vivre dans la Marne, il prend sa retraite de journaliste et militant dans les années 1970 en s'installant dans les Pyrénées-Orientales, où il fait construire une maison au hameau de la Vallicrosa (commune de Camélas). Elle inspire Les Quartiers d'été, roman qui décrit la joie de vivre dans le Roussillon d'un Nordiste retraité des mines, et plusieurs de ses dernières œuvres.
Il a eu cinq enfants avec son épouse Moun, décédée en 1980. Le benjamin, Simon, a été assassiné à vingt ans en septembre 1987, par des cambrioleurs, ce qu'il raconte dans Le Mouvement de la terre.
Joueur d'échecs amateur, il a fait partie des personnalités qui ont affronté Garry Kasparov lors d'une partie simultanée filmée par Canal+ en 1989.

### Juré du prix Goncourt
Il est élu membre de l'académie Goncourt en 1977, ce qui constitue pour lui une sorte de revanche vis-à-vis du monde littéraire, dont il s'est toujours senti exclu et incompris. Ses convictions politiques notoires ont pu jouer un rôle dans son élection, afin d'équilibrer dans la mesure où François Nourissier, plus marqué à droite, a été élu le même jour. L'influence d'Hervé Bazin, membre de l'Association France-URSS, a pu jouer aussi. En tout cas, dès 1978, il bénéficie d'un geste éditorial, la réédition de trois anciens romans, réunis en un seul livre.
Il est un juré fidèle de son nouvel éditeur, Grasset, sauf lorsque l'auteur est anticommuniste, tel Bernard-Henri Lévy en 1988,. Jusqu'à sa mort en 2004, il sera le titulaire du couvert numéro 1. Bernard Pivot lui succède à son décès.

## Dans la culture populaire
La répression dont fut victime André Still, en particulier les deux séjours en prison pour ses écrits, a été immortalisée dans Nekrassov, comédie parodique du maccarthysme à la française, présentée en 1955 par Jean-Paul Sartre, où l'héroïne Véronique séduit le personnage principal, l'escroc dénonciateur Georges de Valera, ce qui permet de sauver deux journalistes communistes en danger.

## Œuvres

### Livres
- Le Mot « mineur », camarades... (essai, 1949), Éditeurs français réunis (EFR)
- La Seine a pris la mer (nouvelles, 1950), EFR
- Le Premier choc (roman, prix Staline, Moscou 1952), ultérieurement appelé Au château d'eau, EFR
- Le Coup du canon (roman, 1952, deuxième tome de la trilogie Le Premier choc), EFR
- Paris avec nous (roman, 1953, troisième tome de la trilogie Le Premier choc), EFR
- Vers le réalisme socialiste (essai, 1953), éditions de La Nouvelle critique
- La Question du bonheur est posée (essai, 1956), EFR
- Nous nous aimerons demain (roman, 1957), EFR
- Le Foudroyage (roman, 1960), EFR
- La Douleur (nouvelles, 1961), EFR
- Le Dernier Quart d’heure (roman, 1962), EFR
- Viens danser, Violine (roman, 1964), EFR, republié en 1994 dans Violine et André
- André (1965, Prix du roman populiste 1967), EFR, republié en 1994 dans Violine et André
- Pignon sur ciel (nouvelles, 1967), Gallimard
- Beau comme un homme (roman, 1968), Gallimard
- Qui ? (roman 1969), Gallimard
- Fleurs par erreur (roman, 1973), Julliard
- Romansonge (roman, 1976), Julliard
- L’Ami dans le miroir (roman, 1977), Julliard
- Dieu est un enfant (roman, 1979), Grasset
- L’Optimisme librement consenti (essai, 1979), entretiens avec Pierre-Luc Séguillon, Stock
- Le Médecin de charme (roman, 1980), Grasset
- Les Berlines fleuries (récit, 1981), Hachette
- J’étais enfant au pays minier (récit, 1981), Le Sorbier
- L’Homme de cœur (roman, 1982), Grasset
- Les Quartiers d’été (roman, 1984), Grasset
- Soixante-quatre coquelicots (roman, 1984), Balland
- Pêche à la plume (récit, 1985), Grasset
- Une histoire pour chaque matin (jeunesse, 1986), Grasset
- Les Oiseaux migrateurs, (1987), Éditions La Farandole
- Conte du premier œuf (Grasset Jeunesse 1987)
- Quand Robespierre et Danton inventaient la France (essai, 1988), Grasset
- Maxime et Anne (roman, 1989), Grasset
- Le Roman de Constance (roman, 1990), Grasset
- Gazelle (roman, 1991), Grasset
- L'Autre Monde, etc. (fausses nouvelles) et Au mot amour (poèmes) (1992), Grasset
- Une vie à écrire (autobiographie, 1993), entretiens avec Jean-Claude Lebrun (chroniqueur littéraire de L'Humanité), Grasset
- Du non au oui, le pari communiste (essai, 1993), Scandéditions
- Le Mouvement de la terre (roman, 1995), Grasset
- La Neige fumée (roman, 1996), Grasset
- L'Homme fleur (roman, 1997), Grasset
- L'Enchanterie (roman, 1998), Grasset
- Bélesta (roman, 2000), Grasset
- Malaguanyat (roman, 2002), Grasset
- Le venin (roman, 2003), Grasset

### Scénarios pour la télévision
- Le Petit Boxeur (1971)
- La Correspondante (1973)
- La Croisée (1975)
- L’Ami dans le miroir (1978)
- Le Dernier train (1979)
- Les Petits soirs (1979)